# Konrad Hofmann
Konrad Hofmann, född 14 november 1819 i Kloster Banz nära Bamberg, död 30 september 1890 i Waging am See, var en tysk filolog.
Hofmann blev 1853 extra ordinarie, 1856 ordinarie professor i forntysk och (efter 1869 även) romansk filologi vid Münchens universitet. I en mängd smärre avhandlingar behandlade han olika sidor av sitt omfattande ämne, särskilt textkritiska undersökningar.